# Adonisea rivulosa
Adonisea rivulosa är en fjärilsart som beskrevs av Achille Guenée 1852. Adonisea rivulosa ingår i släktet Adonisea och familjen nattflyn. Inga underarter finns listade i Catalogue of Life.